# 605
605 (DCV) fue un año común comenzado en viernes del calendario juliano, en vigor en aquella fecha.

## Acontecimientos
- 4 de enero:[1] Ascenso al trono de Aj Ne' Ohl Mat (Ac-Kan) en la ciudad maya de Palenque.
- El emperador Yang Guang de la Dinastía Sui ordena que la capital debe ser trasladada desde Chang'an a Luoyang y ordena la construcción del Gran Canal de China.
- Amshuvarma se convierte en rey de los Licchavi.

## Nacimientos
- Clodulfo de Metz, obispo franco.

## Fallecimientos
- Alejandro de Tralles, médico.